# Abbaye Sainte-Claire
L'abbaye Sainte-Claire, également appelée couvent des Clarisses, est un édifice religieux de la ville d'Arras, situé au no 1 de la rue Sainte-Claire.

## Histoire
L'abbaye est fondée en 1457 par Philippe de Saveuse et sa femme Marie de Lully. Cette fondation est approuvée par le pape Calixte III. Catherine de Callone en est la première abbesse.
Le bâtiment occupe le même site depuis le XVe siècle. Il est toujours occupé par les sœurs clarisses, et le public peut accéder à la chapelle lors des offices. Cette chapelle abrite les tombeaux de ses fondateurs et ceux de la famille de Gomiécourt. Dans le jardin, on peut observer une petite chapelle érigée en 1735 et dédiée à Notre-Dame-des-Anges. Le portail (muré) du XVIIIe siècle, dit à l'« œil de Dieu », constituait l’entrée de la cour menant à l’ancienne chapelle. Il est inscrit monument historique depuis 1946.